# Rio de Santa Fosca

Le rio de Santa Fosca (canal de Sainte-Foy) est un canal de Venise dans le sestiere de Cannaregio en Italie.

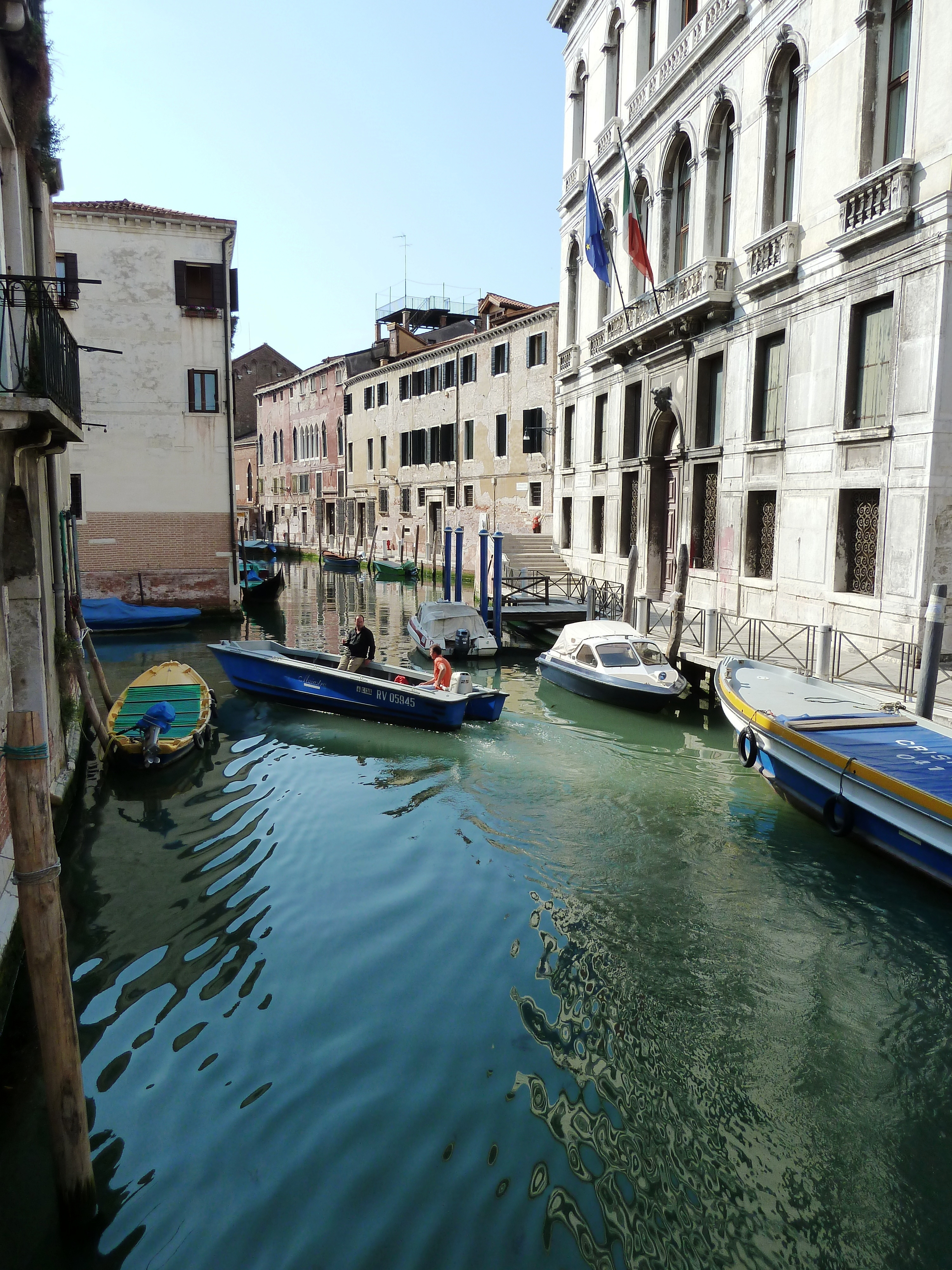
Le rio vue vers l'ouest

## Description
Le rio de Santa Fosca a une longueur de 161 m. Il prolonge le rio dei Servi, partant du rio del Grimani vers le sud-est jusqu'au rio de Noal.

## Toponymie
Le nom provient de l'église Santa Fosca, proche.

## Édifices remarquables
- l'église Santa Fosca  ;
- le palais Diedo au coin du rio del Grimani ;
- le palais Donà Giovanelli au coin du rio de Noal ;
- le palais Vendramin (Ca'Vendramin).

## Ponts
Ce canal est traversé par :
- Le ponte Vendramin reliant Fondamenta del Forner et palais Vendramin à une calle menant vers la Strada Nova
- Ponte Santa Fosca reliant le Campo du même nom à la calle Zancani, qui aboutit au rio del Trapolin

Au XVIIIe siècle, la rivalité entre les Nicolotti, pêcheurs pauvres de la paroisse San Nicolò dei Mendicoli et la faction tout aussi haute en couleur des Castellani, ouvriers de l'Arsenal, fait les délices du peintre Gabriele Bella. Il représente une Bataille des bâtons sur le Pont de Santa Fosca, dans un tableau conservé à la Pinacothèque Querini-Stampalia. Les Doges ont du interdire ces combats de rues, de canaux et de ponts, le jour du Jeudi saint, trop meurtriers ou trop prenants. En 1705, pris dans l'ivresse de la lutte, ils en avaient oublié de répondre à l'appel des cloches à incendie. Par la suite cela s'est transformé en joutes acrobatiques de pyramides humaines ou de funambulisme au-dessus de la Place Saint-Marc.

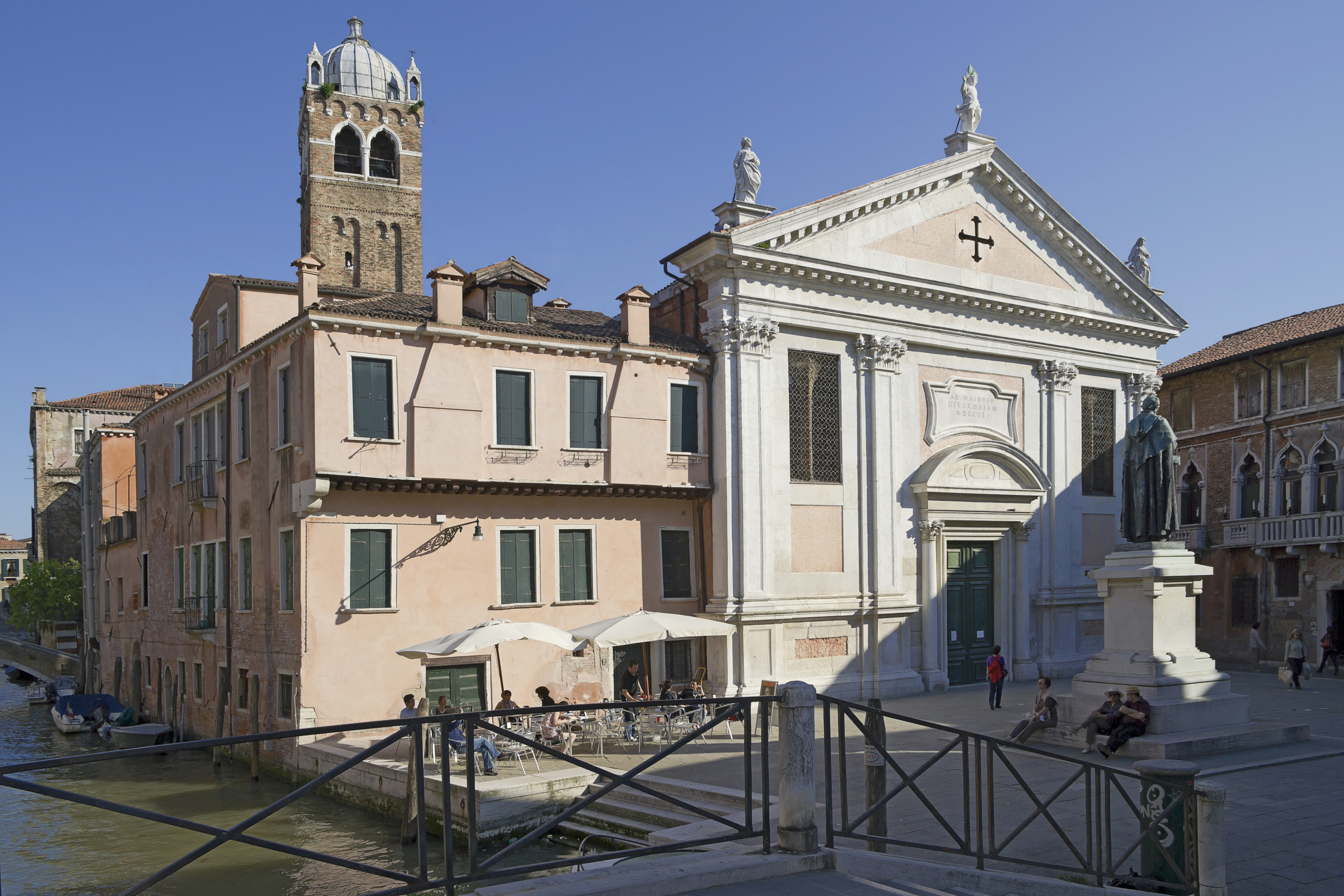
Le Campo Santa Fosca avec le rio éponyme
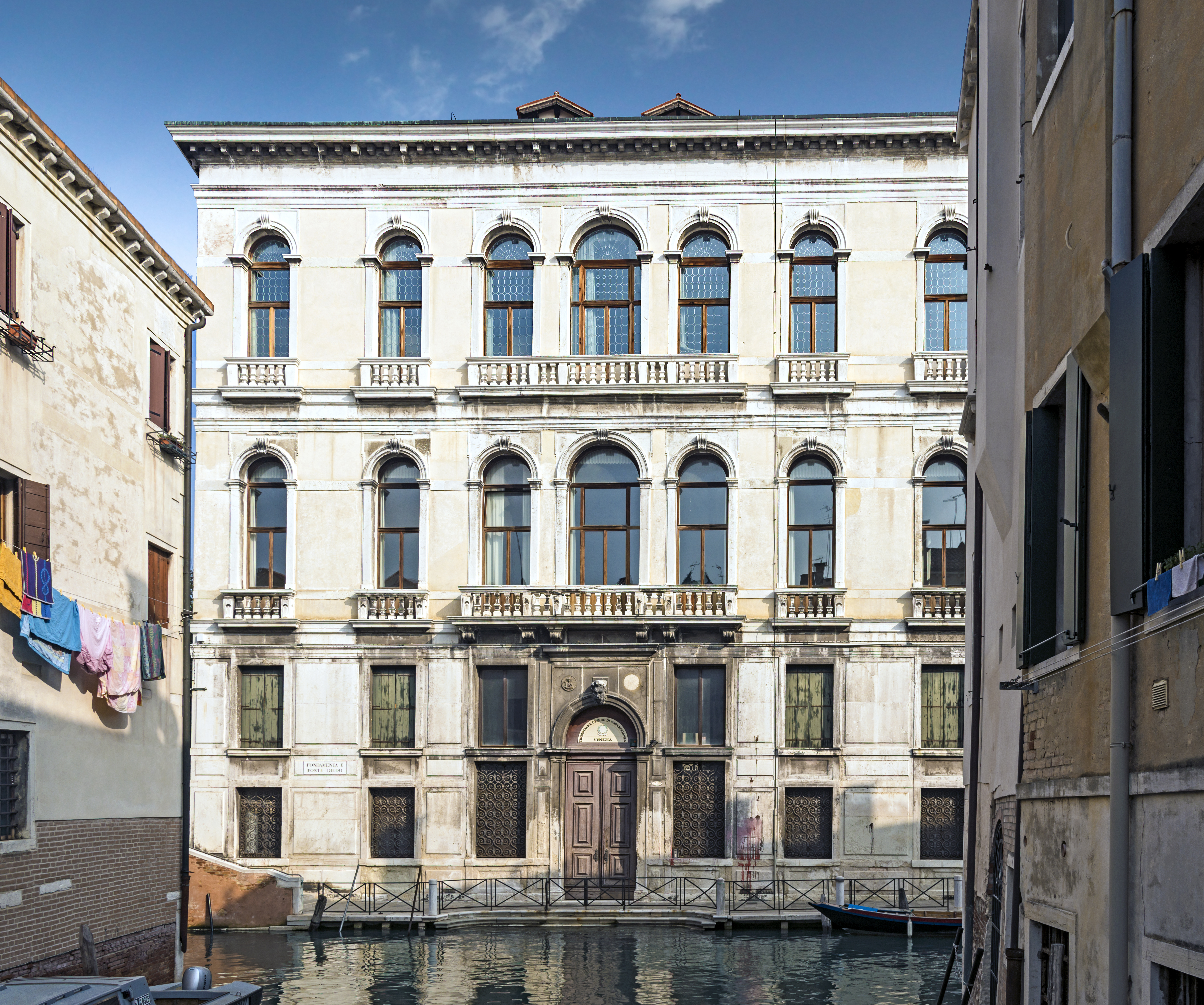
Palazzo Diedo
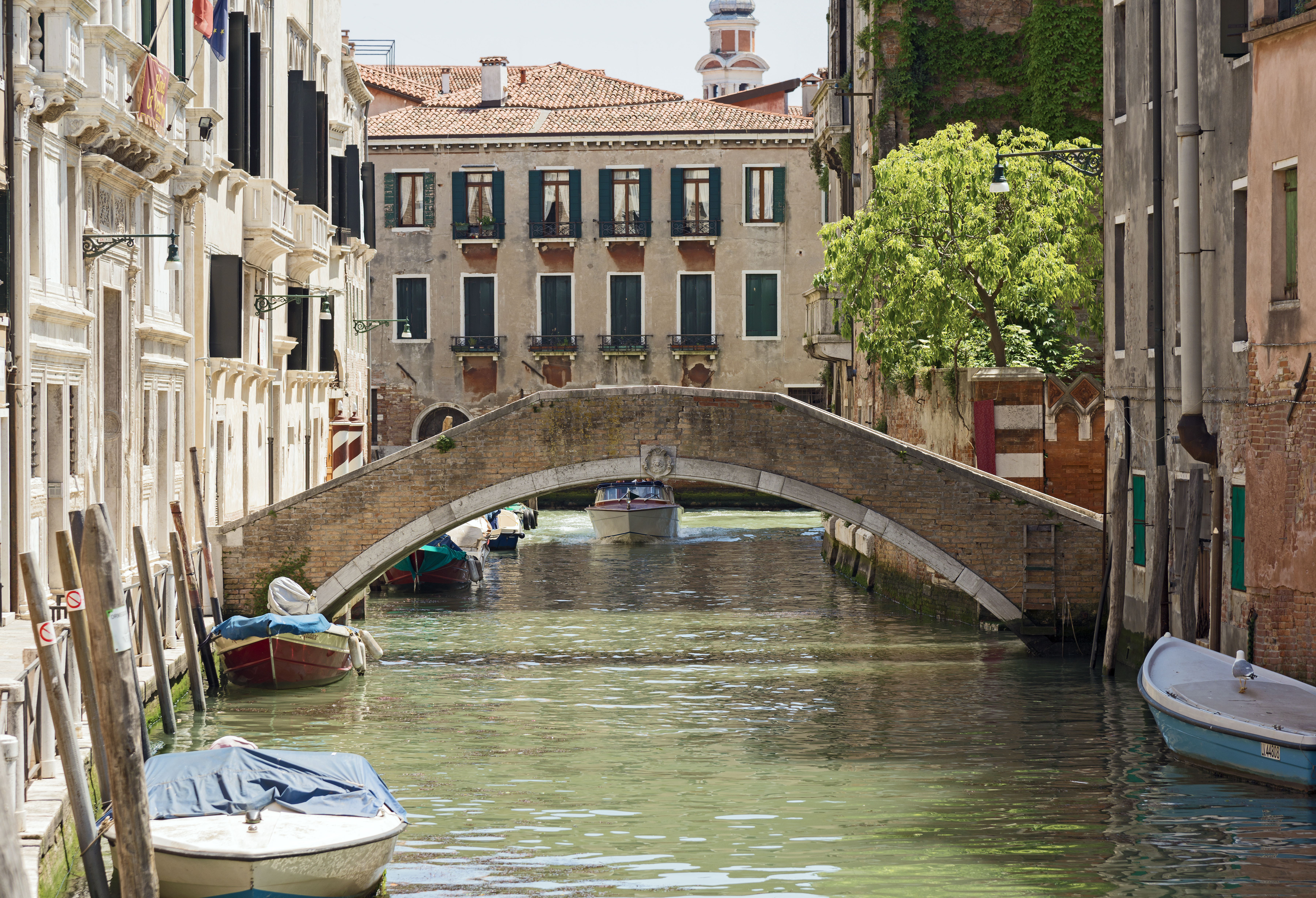
Ponte Vendramin
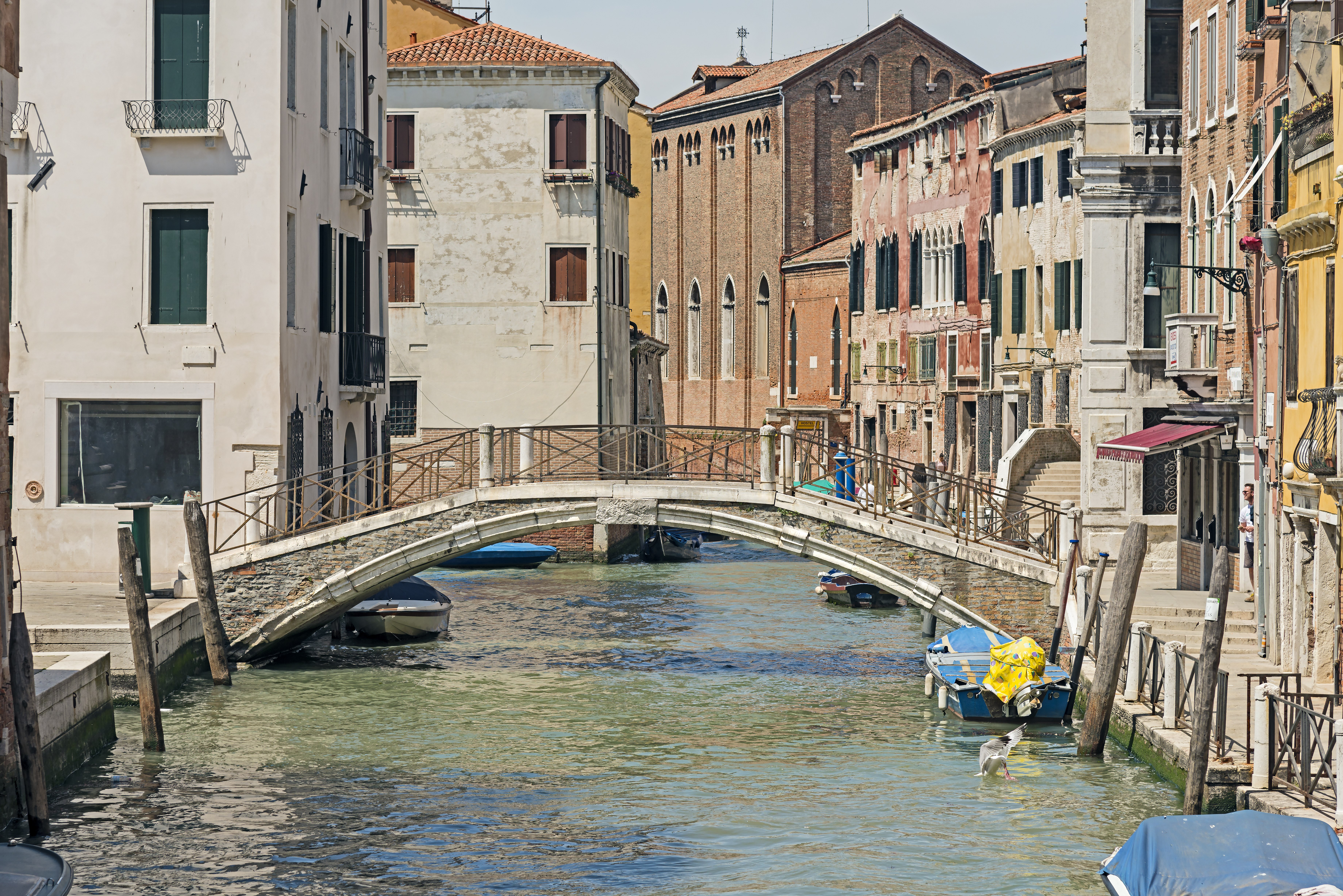
Ponte Santa Fosca